# Trevin Caesar
Trevin Caesar (Lambeau, 26 aprile 1989) è un calciatore trinidadiano, attaccante del Club Sando.

## Carriera

### Club
Ha giocato nella massima serie trinidadiana, in quella cambogiana ed in quella kosovara.

### Nazionale
Nel 2013 ha esordito in nazionale.

## Statistiche

### Cronologia presenze e reti in nazionale
| Cronologia completa delle presenze e delle reti in nazionale ― Trinidad e Tobago | Cronologia completa delle presenze e delle reti in nazionale ― Trinidad e Tobago | Cronologia completa delle presenze e delle reti in nazionale ― Trinidad e Tobago | Cronologia completa delle presenze e delle reti in nazionale ― Trinidad e Tobago | Cronologia completa delle presenze e delle reti in nazionale ― Trinidad e Tobago | Cronologia completa delle presenze e delle reti in nazionale ― Trinidad e Tobago | Cronologia completa delle presenze e delle reti in nazionale ― Trinidad e Tobago | Cronologia completa delle presenze e delle reti in nazionale ― Trinidad e Tobago |
| Data                                                                             | Città                                                                            | In casa                                                                          | Risultato                                                                        | Ospiti                                                                           | Competizione                                                                     | Reti                                                                             | Note                                                                             |
| -------------------------------------------------------------------------------- | -------------------------------------------------------------------------------- | -------------------------------------------------------------------------------- | -------------------------------------------------------------------------------- | -------------------------------------------------------------------------------- | -------------------------------------------------------------------------------- | -------------------------------------------------------------------------------- | -------------------------------------------------------------------------------- |
| 8-10-2014                                                                        | Couva                                                                            | Trinidad e Tobago                                                                | 6 – 1                                                                            | Rep. Dominicana                                                                  | Qual. Coppa dei Caraibi 2014                                                     | 1                                                                                | 62’                                                                              |
| 29-3-2016                                                                        | Port of Spain                                                                    | Trinidad e Tobago                                                                | 6 – 0                                                                            | Saint Vincent e Grenadine                                                        | Qual. Mondiali 2018                                                              | 2                                                                                | 71’                                                                              |
| Totale                                                                           |                                                                                  | Presenze                                                                         | 2                                                                                |                                                                                  | Reti                                                                             | 3                                                                                |                                                                                  |